# Le Plessis-Dorin
Le Plessis-Dorin – miejscowość i gmina we Francji, w Regionie Centralnym, w departamencie Loir-et-Cher.
Według danych na rok 1990 gminę zamieszkiwało 218 osób, a gęstość zaludnienia wynosiła 15 osób/km² (wśród 1842 gmin Centre, Plessis-Dorin plasuje się na 921. miejscu pod względem liczby ludności, natomiast pod względem powierzchni na miejscu 903.).